# Baeoentedon peculicornis
Baeoentedon peculicornis är en stekelart som beskrevs av Girault 1915. Baeoentedon peculicornis ingår i släktet Baeoentedon och familjen finglanssteklar. Inga underarter finns listade.